# Enoplolaimus punctatus
Enoplolaimus punctatus är en rundmaskart som beskrevs av Stephen Donald Hopper 1961. Enoplolaimus punctatus ingår i släktet Enoplolaimus och familjen Enoplidae. Inga underarter finns listade i Catalogue of Life.